# Абруццо-е-Молізе
Абруццо-Е-Молізе — колишній регіон в Центральній Італії на узбережжі Адріатичного моря. В 1963 році розділений на регіони Абруццо і Молізе.
Площа 15,2 тис. км², нас. 1,7 млн осіб (1957). На Заході — гори Абруцци (до 2914 м), які переходять у плоскогір'я (500—800 м), що знижується на Схід до моря.
Клімат середземноморський, серед, температури січня +6, + 8°, липня +25°, опадів 500—800 мм на рік (макс. восени — взимку).
Короткі гірські річки. Переважають червоноземні ґрунти. В приморських районах культ, ландшафти — лани, виноградники, сади, в горах — чагарники, дубові, каштанові ліси.
Абруццо-Е-Молізе — аграрна область з великим поміщицьким землеволодінням і роздрібненими сел. господарствами. Головні культури: пшениця, кукурудза, зернобобові. На узбережжі — оливки, виноград. У горах — примітивне пасовищне скотарство.
У містах Пескарі, П'яно-д'Орта, Буссі на базі гідроенергії — електрохімічні заводи. Розробка бокситів і виробництво алюмінію. Цукровий завод в Авеццано, в інших містах харчові, швейні, деревообробні підприємства.